# Alfredo Stroessner
Alfredo Stroessner Matiauda OIC • OCIII (Encarnación, 3 de novembro de 1912 – Brasília, 16 de agosto de 2006) foi um militar, político e ditador como Presidente do Paraguai sob um governo autoritário desde 15 de agosto de 1954, até que uma insurreição militar o tirou em 3 de fevereiro de 1989. Sua ditadura, de quase trinta e cinco anos e recebendo a denominação histórica de El Stronato, foi o segundo período mais longo em que uma única pessoa ocupou a sede do governo de um país sul-americano em modo contínuo, depois de Dom Pedro II do Brasil (1840-1889) e a terceira maior da América Latina depois de Fidel Castro, em Cuba e Dom Pedro II no Brasil.
Com uma notável carreira militar, tendo participado da Guerra do Chaco (1932-1935) e da Guerra Civil Paraguaia (1947) e membro do Partido Colorado, ele liderou um Golpe de Estado no Paraguai em 1954, que depôs o presidente Federico Chaves. Após uma breve presidência de facto de Tomás Romero Pereira, Stroessner foi eleito sem oposição para completar o período de Chaves. Ele seria reeleito até sete vezes, primeiro sem oposição num regime de partido único e depois através de eleições consideradas meras fraudes.[carece de fontes?] Durante sua ditadura, foram cometidas violações maciças contra os direitos humanos, como prisões arbitrárias, tortura e desaparecimento forçado. O próprio Stroessner também foi acusado de cometer abuso sexual infantil usando sua posição. Seu regime colaborou com outras ditaduras latino-americanas do Plano Condor na década de 70, instigado pelos Estados Unidos no contexto da Guerra Fria, vendo isso documentado no Arquivo do Terror, descoberto em 1992.
No final dos anos 80, Stroessner, com uma economia estagnada e enfrentando crescente oposição externa depois que todas as ditaduras vizinhas entraram em colapso, também começou a sofrer uma luta interna por sua sucessão. Em 3 de fevereiro de 1989, foi derrubado por um Golpe de Estado no Paraguai liderado pelo general Andrés Rodríguez Pedotti, até então seu sogro. Após a expulsão do poder, ele foi para exílio no Brasil, onde morreu em 16 de agosto de 2006.

## Biografia

### Juventude e carreira militar
Alfredo Stroessner nasceu em 3 de novembro de 1912, em Encarnación, no sul do Paraguai, na fronteira com Posadas, Argentina. Seu pai, Hugo Strössner, era um imigrante alemão natural de Hof (Baviera), que chegou ao Paraguai por volta de 1895 e trabalhava numa cervejaria. Sua mãe, Heriberta Matiauda, cresceu em uma família paraguaia de classe alta, descendente de espanhóis crioulos. Aos 17 anos, seu tio Vicente Matiauda o ajudou a entrar no Exército, onde alcançou o posto de tenente dois anos depois. Participou da Guerra do Chaco (1932-1935) contra a Bolívia. Em 1948, aos 36 anos de idade, alcançou o posto de general de brigada, tornando-se o general mais jovem da América do Sul. Neste mesmo ano, em uma tentativa de golpe, Stroessner fugiu para a embaixada brasileira de Assunção no porta-malas de um carro, sendo humilhado pela escolha errada, sendo apelidado como "coronel do porta-malas". Em 1951,ingressou no Partido Colorado e foi nomeado Comandante Chefe das Forças Armadas.

### Família
Alfredo Stroessner casou-se com Eligia Mora, mais conhecida como Ligia Stroessner (26 de dezembro de 1910 – 3 de fevereiro de 2006). A data do casamento não é exata, mas ocorreu em meados de 1945. Eles tiveram três filhos: Gustavo, Hugo Alfredo e Graciela. Alfredo Domínguez Stroessner, filho de Graciela, foi senador. O casal foi separado à força após o exílio: ela fugiu para os EUA, enquanto ele recebeu asilo no Brasil. Embora mantivessem contato por telefone e ocasionalmente se encontrassem, não puderam viver juntos, e nem Stroessner nem seu filho conseguiram retornar ao Paraguai para o funeral dela.
Stroessner também manteve casos extraconjugais antes e durante sua presidência. Segundo diversas fontes, alguns desses relacionamentos envolveram adolescentes de até 13 anos, e ele pode ter tido mais de 30 filhos ilegítimos. Os casos vieram à tona após sua queda, danificando ainda mais sua reputação.

### Ascensão ao poder
Stroessner serviu no exército paraguaio. Em 1947, ele participou da Revolução de Pynandí ("pés descalços" em guarani), uma guerra civil na qual a classe trabalhadora de Assunção foi massacrada, encerrando o governo liberal e colocando o Partido Colorado no poder. Em 1954, foi promovido à divisão geral e, em maio do mesmo ano, liderou um golpe de estado que derrubou o presidente Federico Chaves de seu mesmo partido. O Conselho de Administração do Partido Colorado o elegeu candidato a presidente. Em 11 de julho de 1954, foi eleito presidente sem oposição e, em 15 de agosto, assumiu a presidência do Paraguai. Ele foi reeleito em oito legislaturas, nas quais também participaram candidatos do Partido Liberal, Partido Liberal Radical Autêntico e do Partido Revolucionário Febrerista.

## Presidente do Paraguai (1954-1989)

### Consolidação de seu mandato
Já no poder, com o objetivo de acabar com 50 anos do que ele chamou de anarquia, mas que realmente era uma sucessão controversa de presidentes constitucionalistas, incluindo o próprio presidente Federico Chaves, democraticamente eleito pelo Partido Colorado, que ele destruiu através de sua ditadura para transformá-lo em um simples grupo de bajuladores, Stroessner imediatamente aboliu as garantias constitucionais, manteve as atividades dos partidos políticos sob controle e exerceu severa repressão. Ele governou com o apoio do Exército e do Partido Colorado. Neste último, ele realizou uma série de expurgos que facilitaram seu controle, com o objetivo de permanecer no poder. O partido do governo também se tornou uma rede dedicada à distribuição de favores. A corrupção se espalhou dessa maneira no que é lembrado como "a trilogia" das forças armadas do partido do governo.
Seu regime era anticomunista e favorecia os interesses americanos, no entanto, as forças argentinas do Exército Revolucionário Popular infiltraram-se no país e Stroessner, através de duras intervenções, eliminou todas as tentativas de subversão. No entanto, o assassinato do ex-ditador nicaraguense Anastasio Somoza Debayle, a quem Stroessner se refugiou, cambaleou a frágil segurança em que o Paraguai vivia, mostrando que o homem forte da Ibero-América não era realmente esse.
Para justificar a ação das equipes de segurança medíocres, um jornalista chileno foi falsamente acusado de ter assassinado o ex-ditador nicaragüense. Esse jornalista chileno passou vários anos na prisão de forma injusta e só foi libertado por pressão do ditador chileno Augusto Pinochet, que colaborou após esse incidente na profissionalização das tarefas de inteligência e segurança. Sua amizade com os Estados Unidos continuou por muitos anos, até o governo de Ronald Reagan começar a boicotar o regime e o país, devido ao fim da Guerra Fria, época em que a política dos EUA apoiava ditaduras militares anticomunistas na Ibero-América. No entanto, o Paraguai continuou recebendo dinheiro desse país, o que aumentou já a grande dívida externa.

### Direitos humanos e repressão
Embora Stroessner fosse um líder muito enérgico e autoritário, ao longo dos anos ele foi mais tolerante com os partidos da oposição, como o Partido Liberal Radical Autêntico. Ao todo, durante seu regime, 336 pessoas foram assassinadas, 9.862 foram presos de forma arbitrária, 18.772 foram torturadas e 3.470 foram forçados a se exilarem, devido às suas táticas pesadas contra a dissidência, especialmente os comunistas. Para fazer isso, usou tortura, sequestro e assassinatos políticos.
No aspecto religioso, e apesar de conservador, Stroessner não teve boas relações com a Igreja Católica e foi responsável por várias ações contra ela. Destacam-se os conflitos de 1967, 1969 e 1988. Em 25 de agosto de 1967, Stroessner elaborou uma nova constituição, que permitiu uma reeleição única para o presidente, aplicável apenas a partir do mesmo ano mas, em 1977, ele o modificou para ser reeleito indefinidamente.
Há também evidências e testemunhos de vítimas sexuais da era Stroessner. Em um depoimento em vídeo publicado pelo Ultima Hora Digital Newspaper, registrado no Museu Virtual Meves, uma dessas vítimas, Julia Ozorio, garantiu que o coronel Júlian Mier, então comandante do Regimento de Escolta Presidencial, mantinha um relacionamento com diversas meninas entre 10 e 15 anos e que "as melhores" eram levadas a Stroessner para serem estupradas. Os depoimentos apontam para o fato de que havia várias casas onde as meninas sequestradas das áreas rurais eram trazidas e mantidas em haréns, à disposição do ditador e de vários líderes do stronismo. De acordo com Julia, os militares sequestravam as meninas e as levavam embora de suas casas em troca de posições em instituições públicas para seus parentes. Não havia piedade nos estupros, e eles não queriam alguém com mais de 15 anos por, na visão deles, já ter "ossos duros".[carece de fontes?] O assunto ainda merece melhor investigação das autoridades. Alguns depoimentos foram coletados na Comissão de Verdade e Justiça, mas as vítimas ainda expressam vergonha e medo de se expor.

### Política externa

Alfredo Stroessner com seu homólogo brasileiro Humberto de Alencar Castelo Branco, na inauguração da Ponte da Amizade em 27 de março de 1965.

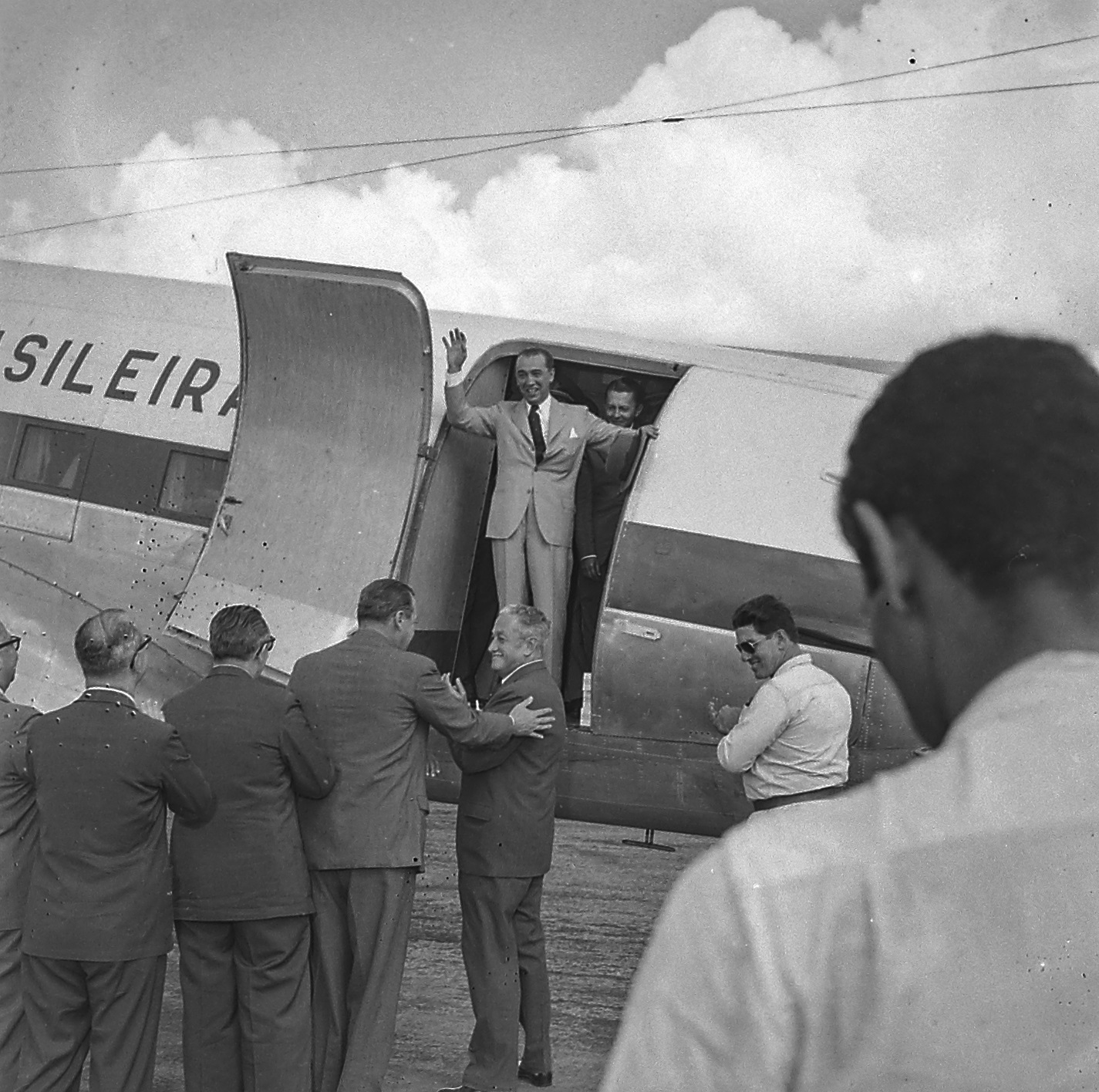
Stroessner visita Brasília com Juscelino Kubitschek em 1958.

No exterior, Stroessner em 1960 rompeu relações com o governo de Fidel Castro em Cuba, que havia dirigido a Revolução Cubana no ano anterior. Ele fez várias visitas de Estado, incluindo o imperador japonês, Hirohito, o presidente americano Lyndon B. Johnson, o presidente francês Charles de Gaulle e várias visitas à Alemanha Ocidental, já que ele era conhecido como pró-alemão, embora as relações com esse país estivessem se deteriorando ao longo dos anos. Além disso, o Paraguai também desenvolveu relações bilaterais com a África do Sul nos anos 70. Da mesma forma, ele foi o primeiro presidente estrangeiro a visitar o Chile após o golpe militar do general Augusto Pinochet em 1973. Dessa maneira, ele elogiou sua ditadura e se tornou seu amigo pessoal. Durante o governo de Stroessner, nenhuma nação socialista tinha relações diplomáticas com Paraguai, com uma única exceção da não-alinhada Iugoslávia.
Stroessner mostrou grande simpatia pelos nazistas, vários dos quais garantiu asilo político no Paraguai, depois de terem sido derrotados na Segunda Guerra Mundial, entre os mais destacados estavam Josef Mengele e Eduard Roschmann. Devido a essa política, ele foi fortemente criticado pela mídia internacional. Além disso, permitiu a entrada de ditadores derrubados de outros países, como o mencionado Anastasio Somoza Debayle. O ataque mortal contra Somoza, ocorrido no Paraguai, levou Stroessner a cometer todo tipo de abuso em busca de possíveis culpados, como é o caso do jornalista chileno Rafael Mella Latorre. Seu regime também é identificado como responsável pelas políticas genocidas contra o povo indígena Aché. Além disso, permitiu o estabelecimento de grupos evangélicos americanos, como The New Tribes.

### Política econômica
Quando Stroessner chegou ao poder, ele encontrou uma grande crise social e econômica. Seu desafio como novo presidente era limpar a economia, mas sem implementar medidas de liberalização econômica. O crescimento começou a dar efeito no final dos anos 50. Durante a década de 60, a economia apresentou crescimento positivo e cresceu em média 4,2% do PIB. O crescimento moderado continuou até meados da década de 70. De 1976 a 1981, ocorreu um boom na economia devido à construção da Usina Hidrelétrica de Itaipu, que permitiu um crescimento de 11% no PIB, ao mesmo tempo em que a corrupção e contrabando cresciam astronomicamente.
Stroessner assinou um tratado com a Argentina, Brasil e Uruguai para permitir ao Paraguai exportar seus produtos. Este tratado foi renomeado como Tratado do Rio da Prata. A partir de 1982, a economia começou a se deteriorar à medida que o país era cada vez mais deixado fora da comunidade internacional pelas violações dos direitos humanos. O crescimento se estabilizou a partir de 1986 e a economia cresceu entre 3 e 4% do PIB.
Ele era respeitado por sua disciplina financeira de renegociar os empréstimos garantidos pelo Banco Mundial, o que lhe permitia manter uma moeda estável. De acordo com a política econômica do caráter do general Stroessner, os serviços da CIA foram declarados de grande importância para garantir o investimento em desenvolvimento do Banco Mundial. Algumas de suas tropas foram designadas para ações políticas para diversificar a base social do partido e, consequentemente, vários nacionalistas desapareceram após serem presos sob a acusação de incitação revolucionária, com o apoio de um "partido comunista" simbólico.
Nas décadas de 60 e 70 na América do Sul, Alfredo Stroessner, juntamente com investidores, realizou várias obras de infraestrutura, como a construção da Usina de Itaipu, esta que inundou o Salto de Sete Quedas com o Brasil, que deu origem ao Lago de Itaipu, embora com quase todo o capital brasileiro (era então o maior do mundo), com o qual poderia aliviar a economia paraguaia. Da mesma forma, obras de infraestrutura foram construídas, o que melhorou o sistema rodoviário, como a Transchaco. Stroessner apoiou um plano de entregar 20 hectares de terra arável a um preço normal a cada soldado que completasse o serviço militar, para ser usado em benefícios agrícolas, com um total de cerca de 10.000 soldados favorecidos. Outras obras públicas também se destacam, como estradas, escolas, universidades, prédios, pontes, hospitais, vilas e cidades, como Puerto Flor de Lis em 1957, mais tarde chamada Puerto Presidente Stroessner, e renomeada Ciudad del Este em 1989. Quando ele participava de campanhas eleitorais para a reeleição, usava o slogan "Paz, Trabalho e Bem-Estar com Stroessner" e cada trabalho que ele carregava tinha seu nome.

### Queda e fim do governo
Durante os anos 80, Brasil, Argentina e Uruguai retornaram à democracia e o povo paraguaio aproveitou esse clima político para sair às ruas para se manifestar. Tais manifestações foram lideradas pelo Acordo Nacional (PLRA, Febrerista) e pelos sindicatos, mas foram violentamente reprimidas, apesar de serem pacíficas. Como resultado, Stroessner foi abandonado por seus ex-aliados, como os Estados Unidos, e a economia piorou. Em 1987, foi realizada a Convenção do Partido do Colorado e a facção stronista. Seu partido planejava escolher seu filho mais velho, Gustavo Stroessner, como candidato, devido a rumores de que o ditador já sofria de uma doença, mas eles o escolheram. Nas eleições fraudulentas de 1988 ele obteve 88,8% dos votos. Nesse mesmo ano, ele recebeu o Papa João Paulo II no Paraguai.
Devido à brutalidade de sua ditadura, a facção mais tradicionalista de seu partido, os militares e principalmente a Igreja Católica, começaram a demonstrar seu desconforto em relação ao regime. Na manhã de 3 de fevereiro de 1989, seu sogro e até então o general Andrés Rodríguez Pedotti, com o apoio dos Estados Unidos, liderou um golpe de estado, resultando na queda e fim de seu governo. Stroessner foi preso por alguns dias até ser exilado em Brasília, junto com sua filha Graciela, seu filho Gustavo e a esposa deste, María Eugenia Heikel.

## Exílio
Em 1992, Martín Almada, opositor da ditadura, do diário Noticias, através dos jornalistas Christian Torres, Zulia Giménez, Alberto Ledesma, José Gregor e entre outros, descobriram os chamados Arquivos do Terror, documentos que revelavam que Stroessner havia participado da Operação Condor, um acordo militar anticomunista para a perseguição de exilados, com o apoio das ditaduras militares da Argentina, Brasil, Bolívia, Chile, Equador e Uruguai, que levaram à tortura, sequestro e assassinato de milhares de paraguaios e cidadãos dos países mencionados.

## Morte e legado

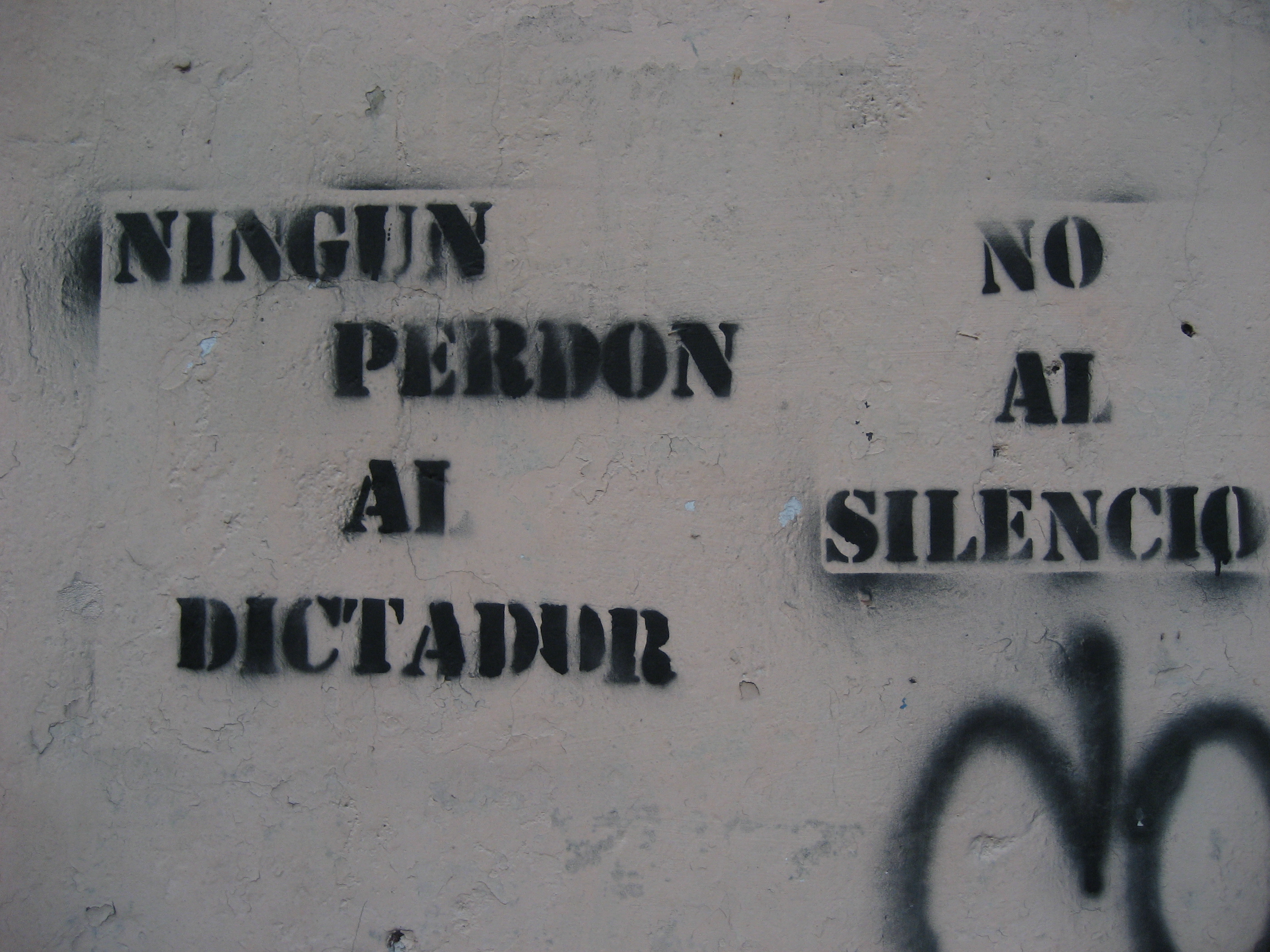
Frases de repúdio ao ditador em um muro de Assunção em 2006

Em 16 de julho de 2006, Stroessner foi submetido a uma operação em duas hérnias inguinais no Hospital Santa Lúcia de Brasília, com resultados satisfatórios nos primeiros dias, mas logo começou a sofrer uma complicação pulmonar que resultou em pneumonia e manteve o estado crítico até 16 de agosto de 2006, quando ele morreu por pneumonia, causada por estas complicações. Ele foi sepultado em 17 de agosto de 2006 no Cemitério Campo da Paz de Brasília, em uma cerimônia privada, onde apenas os seus familiares e amigos íntimos compareceram. Era planejado mudar os seus restos mortais ao Paraguai dentro de alguns meses, mas o governo paraguaio, liderado por Nicanor Duarte Frutos, anunciou que não iria receber o corpo de Stroessner com honras militares.
Devido aos abusos eleitorais de Stroessner, a atual constituição do Paraguai limita o presidente a um único mandato de cinco anos, sem possibilidade de reeleição, mesmo que sem sucesso. A proibição de qualquer tipo de reeleição se tornou tão discutida na política paraguaia que, em 2017, quando um legislador debateu uma emenda que permitiria o então presidente Horacio Cartes concorrer à reeleição, protestos em massa obrigaram os colorados a abandonar esses planos. As violações de direitos humanos cometidas durante a ditadura levaram em outubro de 2003, a promulgação da lei n° 2.225, que levou à criação da Comissão da Verdade do Paraguai, para investigar o paradeiro de pessoas desaparecidas e as violações dos direitos humanos. A má distribuição da terra faz que 5% dos proprietários possuem 80% da terra agrícola no Paraguai, um grande reflexo deixado pelo regime de Stroessner. Seu legado na sociedade paraguaia é controverso, com vários políticos elogiando seu trabalho pelo desenvolvimento do país, incluindo Mario Abdo Benítez e Jair Bolsonaro, ambos presidentes do Paraguai e Brasil, mas também inúmeras críticas da oposição, organizações não governamentais, a Igreja Católica e defensores dos direitos humanos.